# Kháler Lőrinc
Kháler Lőrinc (Dorog, 1877. október 22. – Dorog, 1957. január 27.) községi bíró.

## Munkássága
1909-ben választották meg törvénybíróvá. 1919. szeptember 17-től 1933 novemberéig volt Dorog község bírója. Emellett felügyelő bizottsági tagja a Dorogi Takarékpénztárnak.